# Ein Käfer geht aufs Ganze
Ein Käfer geht aufs Ganze ist ein deutsch-schweizerischer Film aus dem Jahr 1971. Er ist der erste von fünf Filmen der Dudu-Filmreihe um einen gleichnamigen Wunder-Käfer.

## Handlung
Der Schotte James Butler möchte an der East African Rallye teilnehmen. Da Ben und sein Wunderkäfer Dudu nicht als Teilnehmer an der Rallye zugelassen werden, setzt Ben Dudu als Service-Fahrzeug für die Rallye ein. Während der Rallye müssen sie sich mit mehreren Teilnehmern auseinandersetzen, unter denen ein Graf ist, der auch vor unfairen Mitteln nicht zurückschreckt, um zu gewinnen.

## Hintergrund
Mit ungeschnittenem Filmmaterial („stock footage“) eines Safarifilms verschnitten, ist dieser erste Film der Serie auch seiner amateurhaften Spezialeffekte wegen eher eine Kuriosität. Ebenfalls kurios ist die Tatsache, dass auch optisch völlig unterschiedliche Käfer-Varianten zu sehen sind. In diesem ersten Film ist Dudu noch ein Modell der ausgehenden 60er Jahre mit bereits großer Heckscheibe, in einer Szene ist jedoch plötzlich ein Ovali von etwa 1954 zu sehen. Auch ist der Wagen, manchmal von Szene zu Szene, erst ein Rechtslenker, dann wieder ein Linkslenker, und so fort. Rudolf Zehetgruber, der hier unter dem Pseudonym Richard Lynn bereits die Hauptrolle spielt, fährt als „Service-Team“ mit seinem neuen VW-Käfer bei einer Rallye durch Afrika mit und verfolgt ein Luftkissenboot durch die Steppe. Ganz am Anfang erfährt man, dass der VW Käfer kein anderer als die Filmrequisite von Herbie sei, der am Ende des Films Ein toller Käfer in zwei Hälften zerbrochen war. An der Seite von Zehetgruber spielt der Synchronsprecher und Schauspieler Gerd Duwner, der vor allem als Stimme von Ernie aus der Sesamstraße bekannt war.

## Kritik
„Handwerklich schludriger Aufguß des Disney-Films "Ein toller Käfer", in dem der Werbecharakter den Unterhaltungsansatz fast verdrängt.“